# Heteropygas pallida
Heteropygas pallida là một loài bướm đêm trong họ Noctuidae.